# جاك مالوني
جاك مالوني (بالإنجليزية: Jack Maloney)‏ (8 ديسمبر 1994 في المملكة المتحدة - ) هو لاعب كرة قدم بريطاني في مركز الهجوم. لعب مع نادي بورتسموث ونادي ليويس وSalisbury F.C. ‏ وبوغنور ريجيس تاون ونادي ألدرشوت تاون وHorndean F.C. ‏ ونادي بول تاون.

## وصلات خارجية
- جاك مالوني على موقع قاعدة بيانات كرة القدم.إي يو (الإنجليزية)
- جاك مالوني على موقع Soccerbase.com (لاعب) (الإنجليزية)